# Даннштадт-Шауернгайм
Даннштадт-Шауернгайм (нім. Dannstadt-Schauernheim) — громада в Німеччині, розташована в землі Рейнланд-Пфальц. Входить до складу району Рейн-Пфальц. Центр об'єднання громад Даннштадт-Шауернгайм.
Площа — 15,25 км2. Населення становить 7451 ос. (станом на 31 грудня 2020).

## Галерея

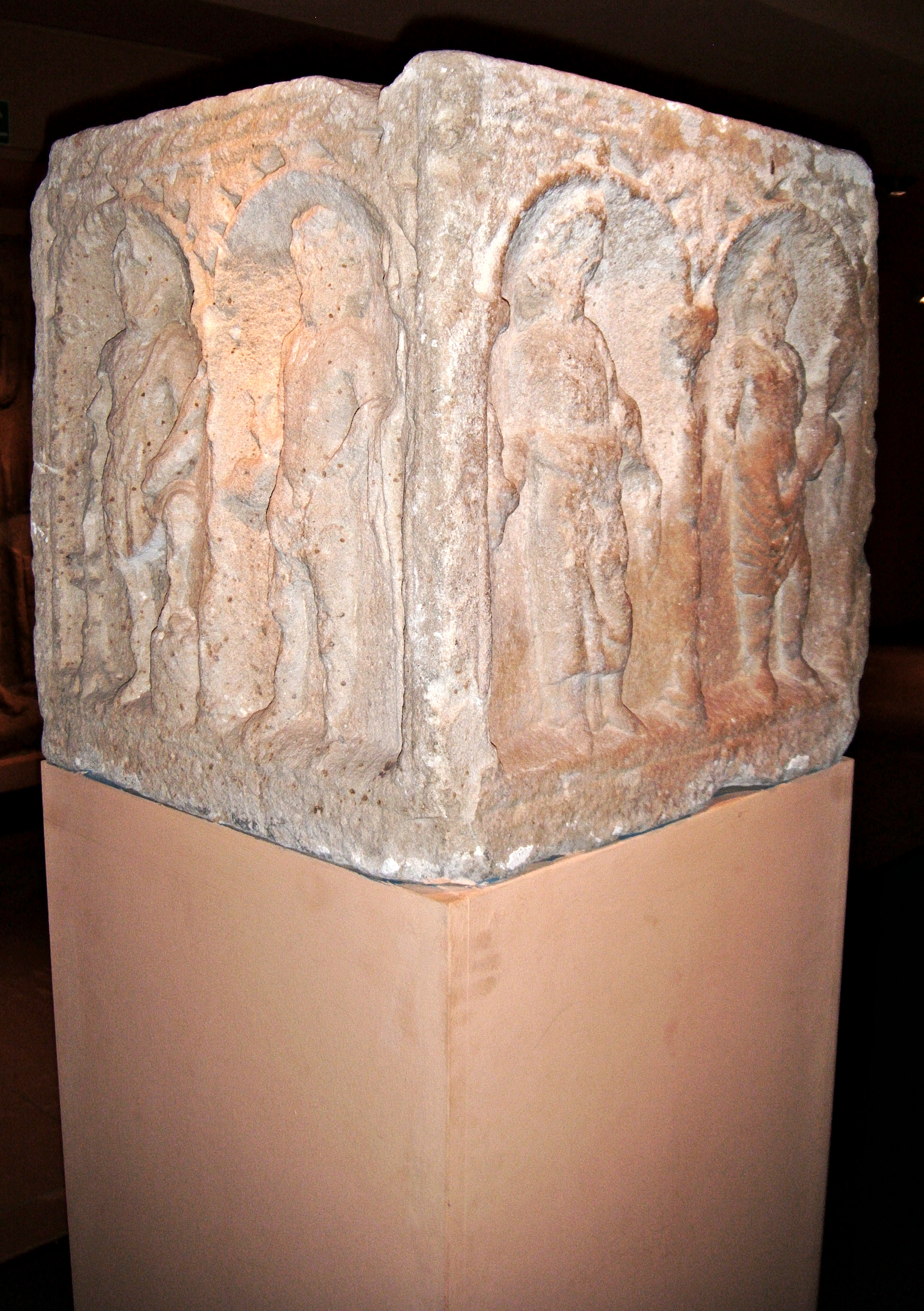
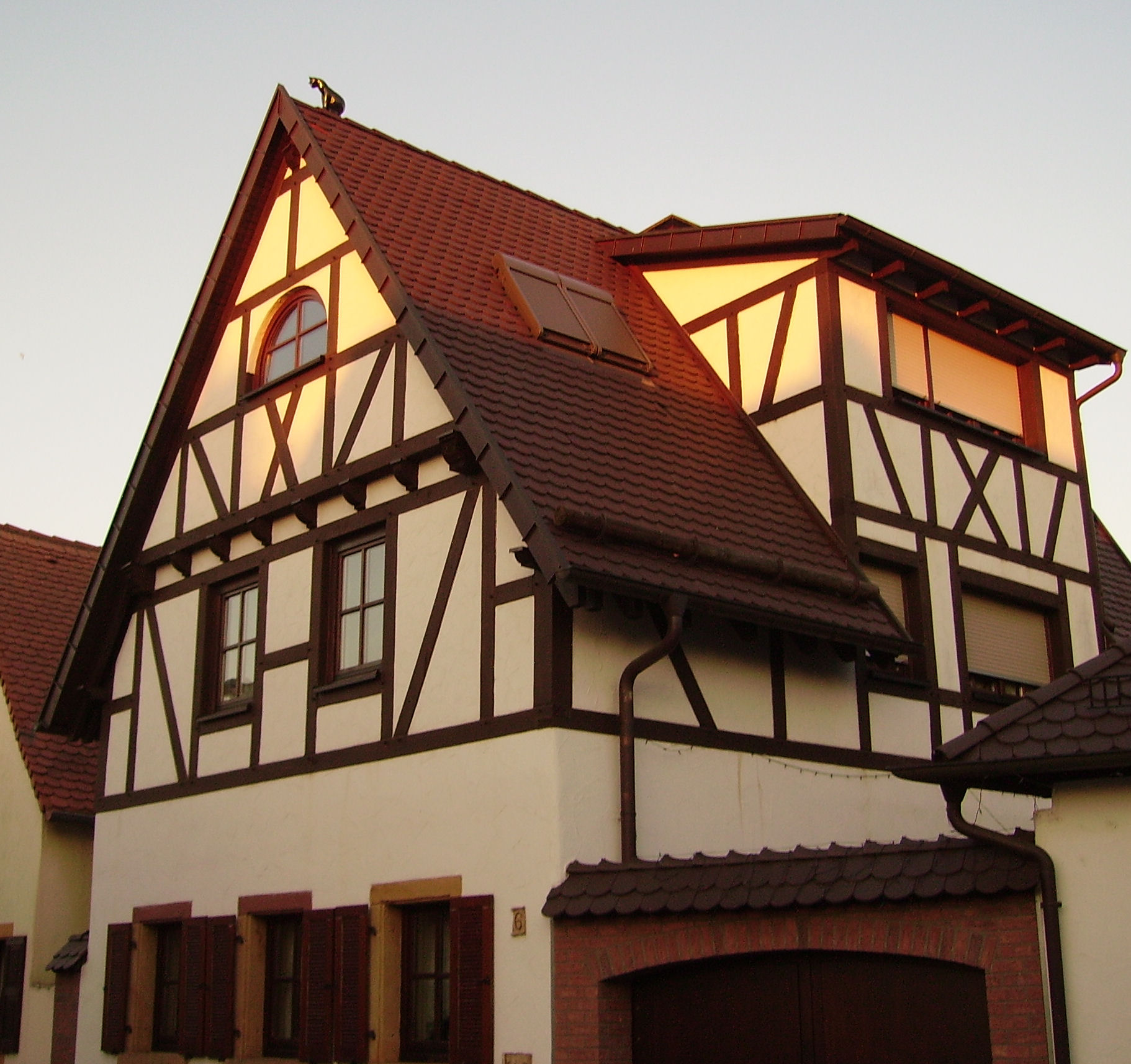
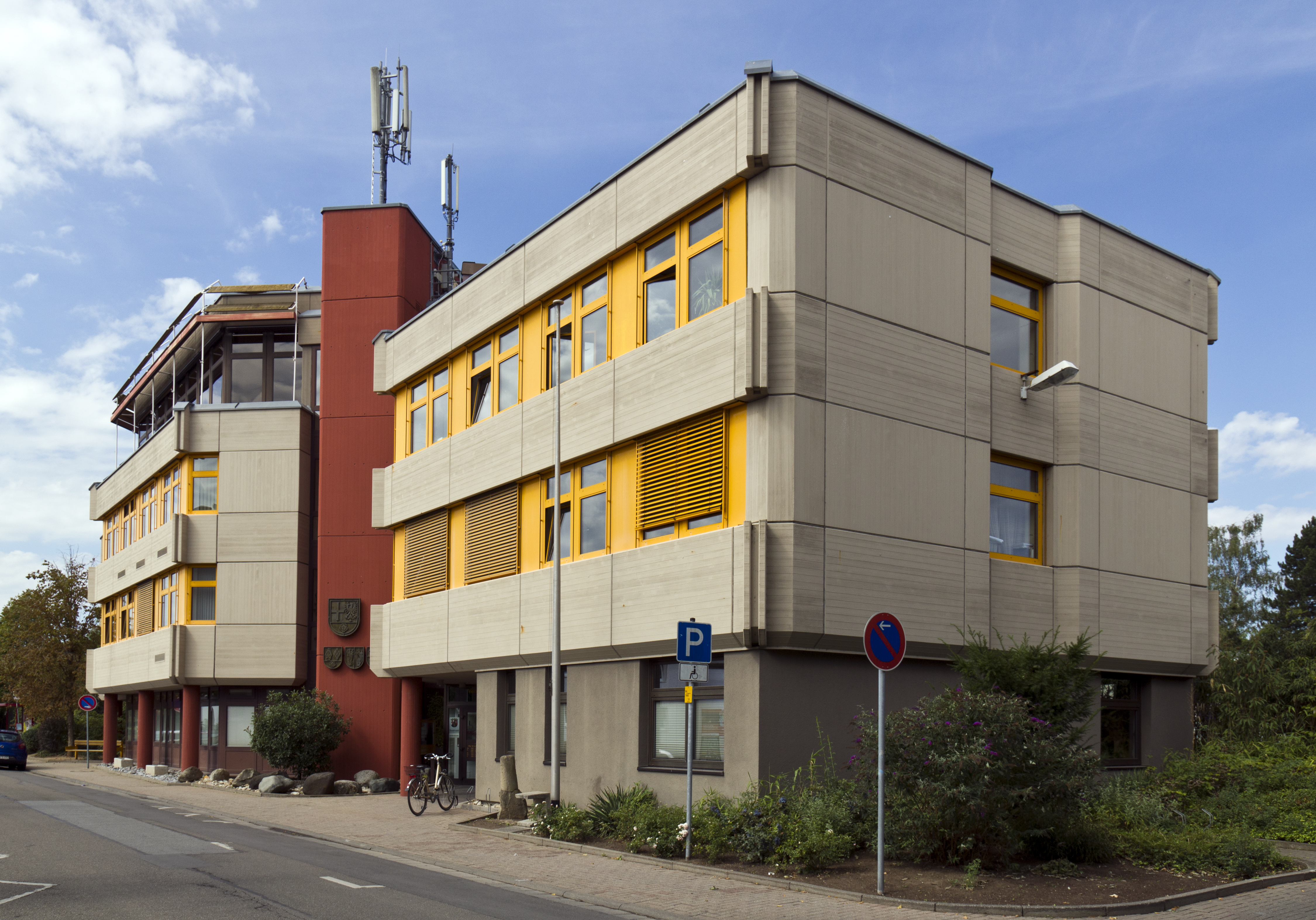
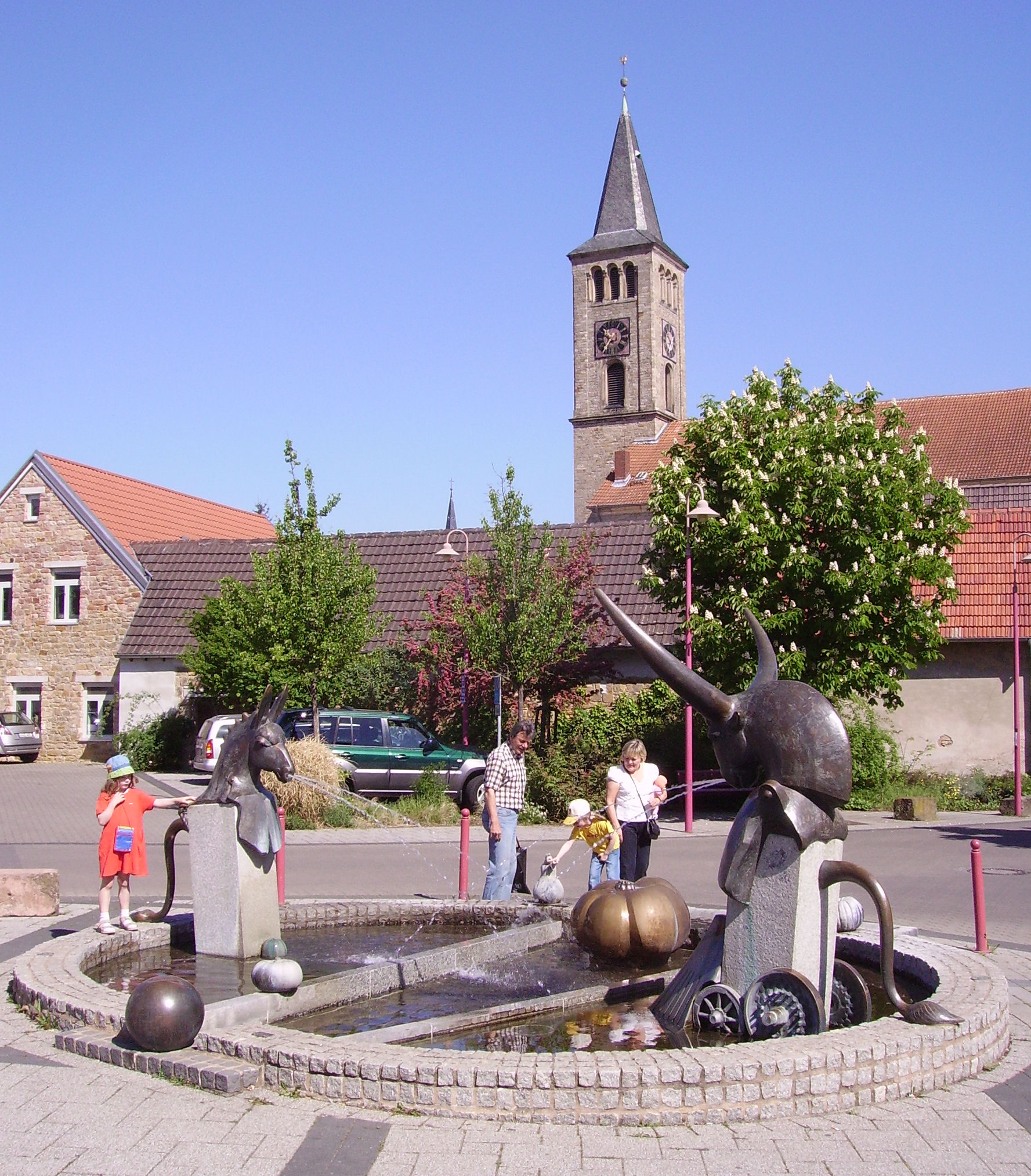
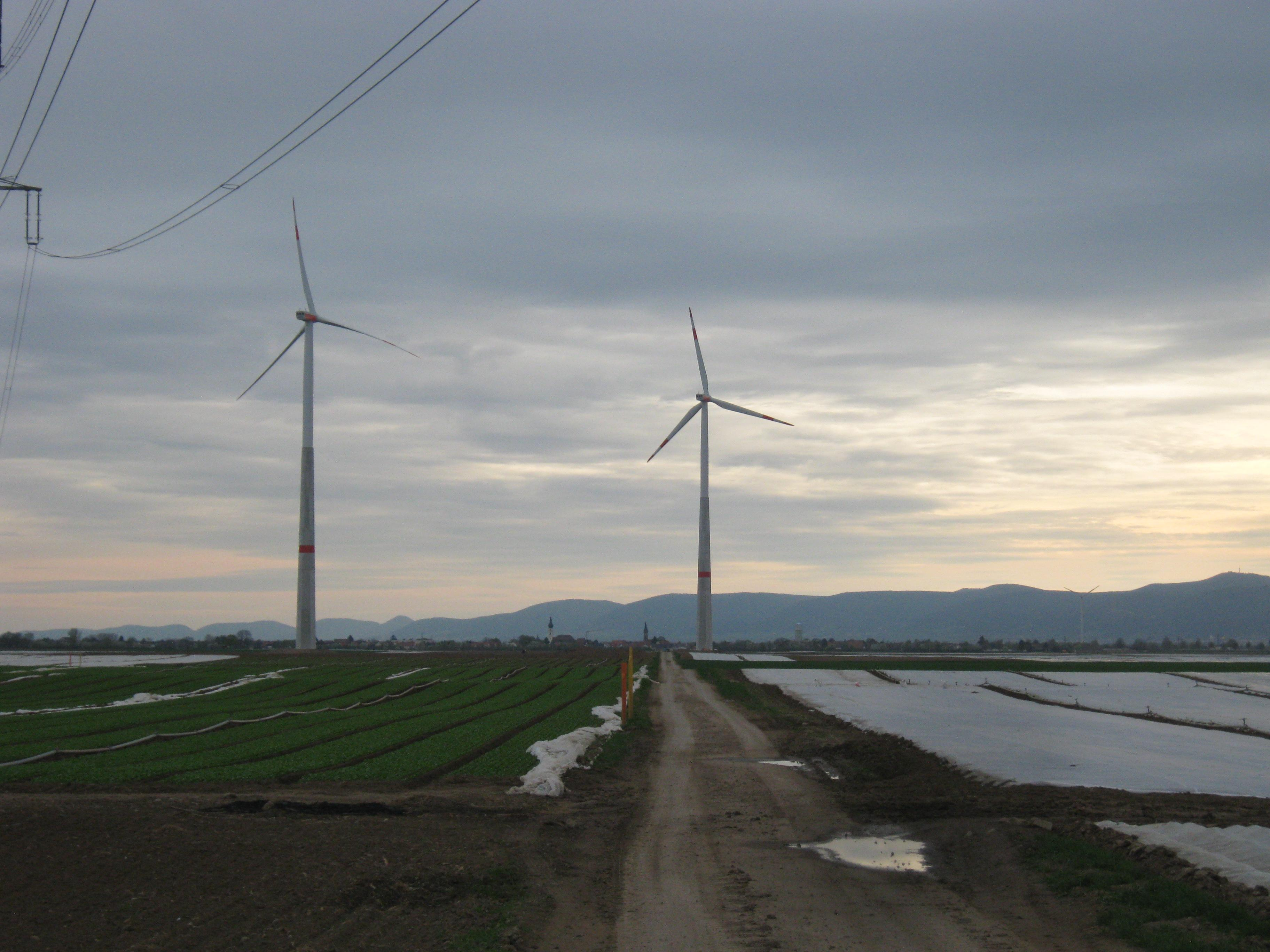